# Radostín (Žďár nad Sázavou)
Radostín é uma comuna checa localizada na região de Vysočina, distrito de Žďár nad Sázavou.